# Košarkaški klub Partizan 2024-2025
Questa voce raccoglie le informazioni riguardanti il Košarkaški klub Partizan nelle competizioni ufficiali della stagione 2024-2025.

## Stagione
La stagione 2024-2025 del Košarkaški klub Partizan è la 19ª nel massimo campionato serbo di pallacanestro, la Košarkaška liga Srbije.

## Roster
Aggiornato al 3 settembre 2024.
| Partizan Mozzart Bet 2024-25 | Partizan Mozzart Bet 2024-25 |
| Giocatori                    | Staff tecnico                |
| ---------------------------- | ---------------------------- |

| N. | Naz.                                              | Ruolo | Nome                 | Anno | Alt.   | Peso   |  |
| -- | ------------------------------------------------- | ----- | -------------------- | ---- | ------ | ------ |  |
| 0  | Stati Uniti (bandiera) · Uganda (bandiera)        | C     | Brandon Davies       | 1991 | 208 cm | 109 kg |  |
| 1  | Danimarca (bandiera)                              | G     | Gabriel Lundberg     | 1994 | 193 cm | 92 kg  |  |
| 2  | Stati Uniti (bandiera) · Sudan del Sud (bandiera) | P     | Carlik Jones         | 1997 | 183 cm | 81 kg  |  |
| 3  | Francia (bandiera)                                | PG    | Frank Ntilikina      | 1998 | 193 cm | 90 kg  |  |
| 4  | Stati Uniti (bandiera)                            | PG    | Duane Washington     | 2000 | 188 cm | 90 kg  |  |
| 5  | Serbia (bandiera)                                 | C     | Balša Koprivica      | 2000 | 216 cm | 109 kg |  |
| 7  | Serbia (bandiera)                                 | AP    | Mario Nakić          | 2001 | 202 cm | 99 kg  |  |
| 8  | Serbia (bandiera)                                 | AP    | Mitar Bošnjaković    | 2006 | 201 cm | 94 kg  |  |
| 9  | Serbia (bandiera)                                 | G     | Vanja Marinković (C) | 1997 | 199 cm | 86 kg  |  |
| 10 | Serbia (bandiera)                                 | AC    | Aleksej Pokuševski   | 2001 | 213 cm | 95 kg  |  |
| 12 | Stati Uniti (bandiera)                            | GA    | Sterling Brown       | 1995 | 196 cm | 99 kg  |  |
| 17 | Germania (bandiera)                               | AP    | Isaac Bonga          | 1999 | 203 cm | 82 kg  |  |
| 19 | Serbia (bandiera)                                 | P     | Arijan Lakić         | 2000 | 198 cm | 91 kg  |  |
| 24 | Canada (bandiera)                                 | AG    | Isiaha Mike          | 1997 | 203 cm | 98 kg  |  |
| 27 | Serbia (bandiera)                                 | C     | Aleksa Dimitrijević  | 2006 | 213 cm | 98 kg  |  |
| 88 | Stati Uniti (bandiera)                            | C     | Tyrique Jones        | 1997 | 206 cm | 108 kg |  |

| Allenatore |
| - Željko Obradović |
| Assistente/i |
| - Vladimir Androić - Josep Maria Izquierdo - Bogdan Karaičić - Aleksandar Matović Legenda - (C) Capitano - (IN) Inattivo - Infortunato Roster |

## Mercato

### Sessione estiva
| Acquisti | Acquisti           | Acquisti          | Acquisti      | Acquisti |
| R.a      | Nome               | da                | Modalità      |          |
| -------- | ------------------ | ----------------- | ------------- | -------- |
| P        | Carlik Jones       | Zhejiang G. Bulls | svincolato    |          |
| P        | Arijan Lakić       | Zara              | svincolato    |          |
| PG       | Gabriel Lundberg   | Virtus Bologna    | svincolato    |          |
| PG       | Frank Ntilikina    | Free agent        | svincolato    |          |
| PG       | Duane Washington   | N.Y. Knicks       | svincolato    |          |
| G        | Vanja Marinković   | Saski Baskonia    | svincolato    |          |
| GA       | Isaac Bonga        | Bayern Monaco     | svincolato    |          |
| GA       | Sterling Brown     | Alba Berlino      | svincolato    |          |
| GA       | Đorđije Jovanović  | Ontario Clippers  | fine prestito |          |
| AP       | Mitar Bošnjaković  | Real Madrid       | svincolato    |          |
| AP       | Mario Nakić        | Igokea            | svincolato    |          |
| AG       | Isiaha Mike        | Bourg-en-Bresse   | svincolato    |          |
| AC       | Aleksej Pokuševski | Charlotte Hornets | svincolato    |          |
| C        | Brandon Davies     | Valencia          | svincolato    |          |
| C        | Tyrique Jones      | Anadolu Efes      | svincolato    |          |

| Cessioni | Cessioni          | Cessioni           | Cessioni       | Cessioni |
| R.       | Nome              | a                  | Modalità       |          |
| -------- | ----------------- | ------------------ | -------------- | -------- |
| P        | Ognjen Jaramaz    | Saski Baskonia     | fine contratto |          |
| PG       | P.J. Dozier       | Minnesota T'wolves | fine contratto |          |
| PG       | Jaleen Smith      | Bahçeşehir Koleji  | fine contratto |          |
| G        | Danilo Anđušić    | Dubai BC           | fine contratto |          |
| G        | Aleksa Avramović  | CSKA Mosca         | rescissione    |          |
| G        | Savo Drezgić      | Georgia Bulldogs   | fine contratto |          |
| G        | Kevin Punter      | Ontario Clippers   | rescissione    |          |
| G        | Uroš Trifunović   | Tofaş Bursa        | fine contratto |          |
| GA       | Đorđije Jovanović | Budućnost          | fine contratto |          |
| AP       | James Nunnally    | Free agent         | fine contratto |          |
| AP       | Mateusz Ponitka   | Bahçeşehir Koleji  | rescissione    |          |
| AG       | Zach LeDay        | Olimpia Milano     | rescissione    |          |
| AC       | Frank Kaminsky    | Phoenix Suns       | fine contratto |          |
| AC       | Alen Smailagić    | Žalgiris Kaunas    | fine contratto |          |
| C        | Bruno Caboclo     | Hapoel Tel Aviv    | fine contratto |          |

### Dopo l'inizio della stagione
| Acquisti | Acquisti         | Acquisti          | Acquisti        | Acquisti   |
| R.       | Nome             | da                | Data            | Modalità   |
| -------- | ---------------- | ----------------- | --------------- | ---------- |
| PG       | Duane Washington | Charlotte Hornets | 14 ottobre 2024 | svincolato |

| Cessioni | Cessioni         | Cessioni    | Cessioni       | Cessioni               |
| R.       | Nome             | a           | Data           | Modalità               |
| -------- | ---------------- | ----------- | -------------- | ---------------------- |
| PG       | Duane Washington | N.Y. Knicks | 2 ottobre 2024 | definitivo (850.000 $) |